# Aeroportul Internațional Tahiti–Faa'a
Aeroportul Internațional Faa'a (IATA: PPT, ICAO: NTAA) este un aeroport din Faaa⁠(d), Polinezia Franceză, Franța ce deservește zona Tahiti. Aeroportul a fost tranzitat în 2022 de 1.404.115 pasageri. A fost deschis în 16 octombrie 1961 și numit după zona deservită.
Situat la o altitudine de 2 m, aeroportul dispune de 1 pistă.

## Infrastructură

### Piste
Aeroportul dispune de o singură pistă. Pista are orientarea 04/22.